# OMERS
Omers, sigla de Ontario Municipal Employees Retirement System,  es un fondo de pensiones público canadiense con sede en Toronto (Ontario). Por su número de empresas, de prestatarios, de beneficio anual y de crecimiento, es uno de los mayores fondos del mundo. Fue creado en 1962 por un decreto provincial de Ontario para administrar los fondos destinados a futuras jubilaciones de los empleados del gobierno local en la provincia de Ontario. A fecha de 31 de diciembre de 2022, el fondo tenía 124 000 millones de dólares canadienses en activos bajo su administración  y presta servicios a más de 1000 empresas públicas y a más de medio millón de empleados activos o jubilados. 

## Historia
El 18 de abril de 1962, la cámara de Ontario aprobó la llamada Ley del Sistema de Jubilación de Empleados Municipales de Ontario, bajo el mandato del consejero Frederick M. Cass. Tras un período de información hacia los municipios, el 1 de enero de 1963 el fondo OMERS inició sus operaciones con 160 empresas públicas. Al final del primer año, se habían adherido 311. La primera junta directiva del fondo se nombró en 1968. Paul Hickey fue nombrado presidente de la junta y Anne Jones Hamilton fue la primera vicepresidenta. Sus beneficiarios fueron desde el comienzo empleados municipales transportes, ya fueran autobuses, metros o tranvías, empleados de centros de docentes de varias categorías, de compañías de distribución eléctrica o de aguas, de policía, de bomberos, de protección civil, de ambulancias, de agencias de ayuda a la infancia, a la tercera edad o de funcionarios departamentales. 

## Organización
El fondo OMERS se rige por una Ley de Jubilación de Empleados Municipales de Ontario de 2006, norma que reemplazó a una anterior Ley del Sistema de Jubilación de Empleados Municipales de Ontario .
Según la ley de 2006, OMERS se compone de dos corporaciones estatutarias.  En 2019, OMERS Ventures lanzó un fondo de inversión destinado a empresas europeas de 315 millones de dólares, una filial de propiedad total de OMERS Ventures dirigida por el socio director Harry Briggs.  OMERS es socio del Foro Económico Mundial. 

## Operaciones recientes
En noviembre de 2023, OMERS anunció la adquisición de una participación indirecta del 5% en Maple Leaf Sports Entertainment (MLSE), la empresa matriz de los Toronto Maple Leafs y los Toronto Raptors, por 400 millones de dólares. 